# 슈퍼히어로 영화

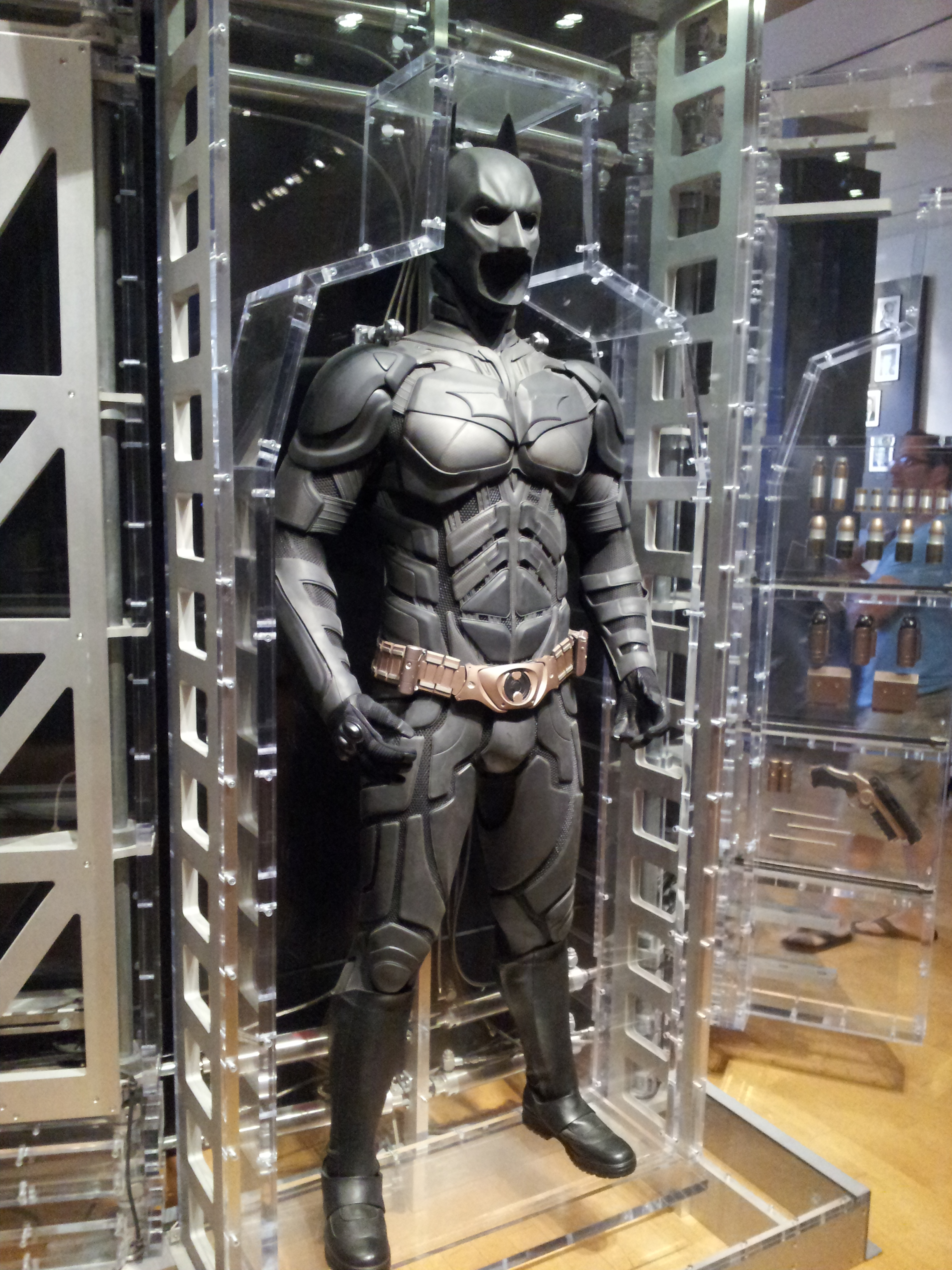
슈퍼히어로 영화 《다크 나이트》 (2008)의 배트맨 의상. 이 영화는 많은 출판물에서 역사상 최고의 슈퍼 히어로 영화로 인정 받고 있습니다.

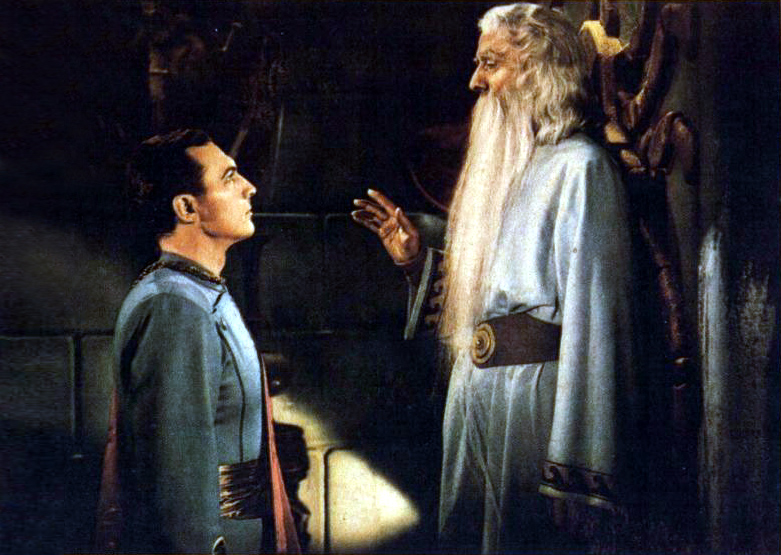
DC 코믹스의 동명 캐릭터를 기반으로 한 1941년 연속 영화 《캡틴 마블의 모험》의 한 장면.

슈퍼히어로 영화(슈퍼히어로 映畫, 영어: superhero film)는 슈퍼히어로를 주인공으로 한 영화 장르이다. 초인적인 능력을 가진 인물이 대중을 보호하기 위한 내용이 일반적이며, 이 영화 장르는 일반적으로 SF 영화나 판타지 영화에 기반을 둔다. 대부분의 슈퍼히어로 영화는 만화를 기반으로 하고 있으나, 《로보캅 시리즈》, 《유성맞은 슈퍼맨》, 《언브레이커블》, 《인크레더블》, 《핸콕》 ,  《염력》등은 원작이 없다.
슈퍼히어로 영화는 실사화도 이루어지지만, 애니메이션화도 활발히 이루어진다. 이 역시 만화를 원작으로 한 것이 많으며, 대표적으로 마블 애니메이션의 작품들, DC 유니버스 애니메이티드 오리지널 무비스가 있다.

## 작품 목록

### 실사 영화
| 연도 | 제목                                    | 출판사                    | 감독                              | 배급                                                         | 수익           | 비고 |
| ---- | --------------------------------------- | ------------------------- | --------------------------------- | ------------------------------------------------------------ | -------------- | --- |
| 1920 | 《쾌걸 조로》                           | 그로셋 앤드 던랩          | 프레드 니블로/시어도어 리드       | 유나이티드 아티스츠                                          |                | 무성영화. 원작은 1919년 조로 스토리 "카피스트라노의 저주".                                                                                          |
| 1925 | 《돈 Q, 선 오브 조로》                  | 그로셋 앤드 던랩          | 도널드 크리스프                   | 유나이티드 아티스츠                                          |                | 전편은 《쾌걸 조로》(1920). |
| 1936 | 《볼드 카발레로》                       | 그로셋 앤드 던랩          | 웰스 루트                         | 리퍼블릭 픽처스                                              |                | 조로 시리즈 최초의 유성영화. |
| 1937 | 《돌아온 조로》                         | 그로셋 앤드 던랩          | 윌리엄 위트니                     | 리퍼블릭 픽처스                                              |                | 책 조로의 캐릭터에 기반한 12부작 흑백 시리즈 |
| 1938 | 《스파이더스 웹》                       | 파퓰러 퍼블리케이션스     | 제임스 W. 혼/레이 테일러          | 컬럼비아 픽처스                                              |                | 스파이더 펄프 잡지에 기반한 15부작 흑백 시리즈 |
| 1939 | 《조로 파이팅 리전》                    | 그로셋 앤드 던랩          | 윌리엄 위트니/존 잉글리시         | 리퍼블릭 픽처스                                              |                | 책 조로 캐릭터에 기반한 12부작 흑백 시리즈 |
| 1940 | 《쾌걸 조로》                           | 그로셋 앤드 던랩          | 루벤 마물랸                       | 20세기 폭스                                                  |                | 《쾌걸 조로》(1920)의 리메이크 작품. |
| 1940 | 《쉐도우》                              | 스트리트 앤드 스미스      | 제임스 W. 혼                      | 컬럼비아 픽처스                                              |                | 섀도우 클래식 라디오 시리즈와 펄프 잡지 캐릭터에 기반한 15부작 흑백 시리즈                                                                          |
| 1940 | 《미스터리어스 닥터 사탄》              | 오리지널                  | 윌리엄 위트니/존 잉글리시         | 리퍼블릭 픽처스                                              |                | 15부작 흑백 시리즈 |
| 1940 | 《그린 호넷》                           | 홀리오크 출판/나우 코믹스 | 포드 비비/레이 테일러             | 유니버설 스튜디오                                            |                | 그린 호넷 라디오 시리즈에 기반한 13부작 흑백 시리즈                                                                                                 |
| 1941 | 《캡틴 마블의 모험》                    | 포싯 코믹스               | 윌리엄 위트니/존 잉글리시         | 리퍼블릭 픽처스                                              |                | 캡틴 마블 만화책 캐릭터를 각색한 12부작 흑백 시리즈                                                                                                 |
| 1941 | 《그린 호넷 2》                         | 홀리오크 출판/나우 코믹스 | 포드 비비/존 롤린스               | 유니버설 스튜디오                                            |                | 그린 호넷 라디오 시리즈에 기반한 15부작 흑백 시리즈                                                                                                 |
| 1943 | 《배트맨》                              | DC 코믹스                 | 램버트 힐리어                     | 컬럼비아 픽처스                                              |                | 배트맨 만화 캐릭터를 각색한 15부작 흑백 시리즈 |
| 1943 | 《마스크드 마블》                       | 오리지널                  | 스펜서 고든 베넷                  | 리퍼블릭 픽처스                                              |                | 12부작 흑백 시리즈 |
| 1944 | 《캡틴 아메리카》                       | 마블 코믹스               | 엘머 클리프턴/존 잉글리시         | 리퍼블릭 픽처스                                              |                | 캡틴 아메리카 만화 캐릭터를 약간 각색한 15부작 흑백 영화 시리즈                                                                                     |
| 1947 | 《조로의 아들》                         | 그로셋 앤드 던랩          | 스펜서 고든 베넷/프레드 C. 브래넌 | 리퍼블릭 픽처스                                              |                | 책 조로 캐릭터에 기반한 13부작 흑백 시리즈 |
| 1948 | 《슈퍼맨》                              | DC 코믹스                 | 스펜서 고든 베넷/토머스 카        | 컬럼비아 픽처스                                              |                | 슈퍼맨 만화책 캐릭터에 기반한 15부작 흑백 시리즈 영화                                                                                               |
| 1949 | 《배트맨과 로빈》                       | DC 코믹스                 | 스펜서 고든 베넷                  | 컬럼비아 픽처스                                              |                | 배트맨 만화책 캐릭터를 각색한 15부작 흑백 시리즈 |
| 1949 | 《고스트 오브 조로》                    | 그로셋 앤드 던랩          | 프레드 C. 브래넌                  | 리퍼블릭 픽처스                                              |                | 책 조로 캐릭터에 기반한 12부작 흑백 시리즈 |
| 1950 | 《아톰맨 대 슈퍼맨》                    | DC 코믹스                 | 스펜서 고든 베넷                  | 컬럼비아 픽처스                                              |                | 슈퍼맨 만화책 캐릭터에 기반한 15부작 흑백 영화 시리즈                                                                                               |
| 1951 | 《슈퍼맨과 몰맨》                       | DC 코믹스                 | 리 숄럼                           | 리퍼트 픽처스                                                |                | 원작은 《어드벤처 오브 슈퍼맨》 TV 시리즈 |
| 1958 | 싸인 오브 조로                          | 그로셋 앤드 던랩          | 루이스 R. 포스터/노먼 포스터      | 월트 디즈니 스튜디오스 모션 픽처스                           |                | 이 영화는 디즈니 히트 TV 시리즈의 8 에피소드를 편집하였다.                                                                                          |
| 1966 | 《배트맨》                              | DC 코믹스                 | 레슬리 H. 마틴슨                  | 20세기 폭스                                                  | $1,700,000     | 원작은 the 《배트맨》 TV 시리즈. 미국/캐나다 대여점 추정에 기반한 월드와이드 총계                                                                   |
| 1974 | 《쾌걸 조로》                           | 그로셋 앤드 던랩          | 돈 맥두걸                         | ABC                                                          | 텔레비전 영화  | 1940 영화 리메이크를 TV 영화 만듦. |
| 1977 | 《아바르, 더 퍼스트 블랙 슈퍼맨》       | 오리지널                  | 프랭크 패커드                     | 동시 개봉                                                    |                | |
| 1977 | 《스파이더맨》                          | 마블 코믹스               | E. W. 스웨캐머                    | CBS                                                          | 텔레비전 영화  | |
| 1978 | 《닥터 스트레인지》                     | 마블 코믹스               | 필립 드제어                       | 유니버설 픽처스 홈 엔터테인먼트                              | 텔레비전 영화  | |
| 1978 | 《키스 미츠 더 팬텀 오브더 파크》       | 해나-바베라               | 고든 헤슬러                       | NBC                                                          | 텔레비전 영화  | 록 밴드 키스가 모델. |
| 1978 | 《슈퍼맨》                              | DC 코믹스                 | 리처드 도너                       | 워너 브라더스                                                | $300,218,018   | 최초의 현대 슈퍼히어로 영화 |
| 1979 | 《캡틴 아메리카》                       | 마블 코믹스               | 로드 홀컴                         | CBS                                                          | 텔레비전 영화  | |
| 1979 | 《캡틴 아메리카 2: 데스 투 순》         | 마블 코믹스               | 이반 너지                         | CBS                                                          | 텔레비전 영화  | 《캡틴 아메리카》(1979)의 속편. |
| 1980 | 《캡틴 어벤저》                         | 오리지널                  | 마틴 데이비드슨                   | MGM                                                          | $15,934,737    | |
| 1980 | 《슈퍼맨 2》                            | DC 코믹스                 | 리처드 레스터                     | 워너 브라더스                                                | $108,185,706   | 《슈퍼맨》(1978)의 속편. |
| 1981 | 《전사 콘돌맨》                         | 오리지널                  | 찰스 재럿                         | 월트 디즈니 픽처스                                           |                | |
| 1981 | 《사랑의 검객 조로》                    | 그로셋 앤드 던랩          | 피터 메닥                         | 20세기 폭스                                                  |                | |
| 1982 | 《늪지의 괴물》                         | DC 코믹스                 | 웨스 크레이븐                     | 엠버시 픽처스                                                |                | |
| 1983 | 《슈퍼맨 3》                            | DC 코믹스                 | 리처드 레스터                     | 워너 브라더스                                                | $70,656,090    | 《슈퍼맨 2》(1980)의 속편. |
| 1984 | 《톡식 어벤저》                         | 오리지널                  | 로이드 코프먼                     | 트로마 엔터테인먼트                                          | $800,000       | |
| 1984 | 《슈퍼걸》                              | DC 코믹스                 | 자노 슈와르크                     | 트라이스타 픽처스, 워너 브라더스                             | $14,296,438    | 《슈퍼맨》(1978)의 스핀오프 작품. |
| 1986 | 《하워드 덕》                           | 마블 코믹스               | 윌러드 하이크                     | 유니버설 스튜디오                                            | $37,962,774    | |
| 1987 | 《슈퍼맨 4: 최강의 적》                 | DC 코믹스                 | 시드니 J. 퓨리                    | 워너 브라더스                                                | $15,681,020    | 《슈퍼맨 3》(1983)의 속편. |
| 1988 | 《인크레더블 헐크 리턴스》              | 마블 코믹스               | 니콜라스 J. 코리아                | NBC                                                          | 텔레비전 영화  | 원작은 《인크레더블 헐크》 TV 시리즈 |
| 1989 | 《톡식 어벤저 2》                       | 오리지널                  | 로이드 코프먼                     | 트로마 엔터테인먼트                                          | $792,966       | 《톡식 어벤저》(1984)의 속편. |
| 1989 | 《인크레더블 헐크의 재판》              | 마블 코믹스               | 빌 빅스비                         | NBC                                                          | 텔레비전 영화  | 전편은 1988's 인크레더블 헐크 리턴즈 |
| 1989 | 《늪지의 괴물 2》                       | DC 코믹스                 | Jim Wynorski                      | 밀리미터 필름스                                              | $192,816       | 《늪지의 괴물》(1982)의 속편. |
| 1989 | 《배트맨》                              | DC 코믹스                 | 팀 버튼                           | 워너 브라더스                                                | $411,348,924   | |
| 1989 | 《응징자》                              | 마블 코믹스               | 마크 골드블랫                     | 아티잔 엔터테인먼트                                          | 비디오 영화    | |
| 1989 | 《톡식 어벤저 3》                       | 오리지널                  | 로이드 코프먼                     | 트로마 엔터테인먼트                                          | $363,561       | 《톡식 어벤저 2》(1989)의 속편. |
| 1990 | 《인크레더블 헐크의 죽음》              | 마블 코믹스               | 빌 빅스비                         | NBC                                                          | 텔레비전 영화  | 《인크레더블 헐크의 재판》(1989)의 속편. |
| 1990 | 《닌자 거북이》                         | 미라지 스튜디오           | 스티브 배런                       | 뉴 라인 시네마                                               | $201,965,915   | |
| 1990 | 《다크맨》                              | 오리지널                  | 샘 레이미                         | 유니버설 스튜디오                                            | $48,878,502    | |
| 1990 | 《캡틴 아메리카》                       | 마블 코믹스               | 앨버트 피언                       | 21세기 영화                                                  | $675,437       | |
| 1991 | 《가이버》                              | 촹이                      | 스티브 왕                         | 뉴 라인 시네마                                               |                | |
| 1991 | 《닌자 거북이 2: 녹색 액체의 비밀》     | 미라지 스튜디오           | 마이클 프레스먼                   | 뉴 라인 시네마                                               | $78,656,813    | 《닌자 거북이》(1990)의 속편. |
| 1991 | 《인간 로켓티어》                       | 퍼시픽 코믹스             | 조 존스턴                         | 월트 디즈니 픽처스                                           | $62,000,000    | |
| 1992 | 《배트맨 리턴즈》                       | DC 코믹스                 | 팀 버튼                           | 워너 브라더스                                                | $266,822,354   | 《배트맨》(1989)의 속편. |
| 1993 | 《닌자 터틀》                           | 미라지 스튜디오           | 스튜어트 길러드                   | 뉴 라인 시네마                                               | $42,273,609    | 《닌자 거북이 2: 녹색 액체의 비밀》(1991)의 속편.                                                                                                   |
| 1993 | 《유성맞은 슈퍼맨》                     | 오리지널                  | 로버트 타운젠드                   | MGM                                                          | $8,023,147     | |
| 1994 | 《판타스틱 4》                          | 마블 코믹스               | 올레이 새스원                     | 컨스탄트 필름                                                | Unreleased     | |
| 1994 | 《가이버 2》                            | 촹이                      | 스티브 왕                         | 뉴 라인 시네마                                               | 비디오 영화    | 《가이버》(1991)의 속편. |
| 1994 | 《크로우》                              | 캘리버 코믹스             | 알렉스 프로야스                   | 미라맥스                                                     | $144,693,129   | |
| 1994 | 《쉐도우》                              | 스트리트 앤드 스미스      | 러셀 멀케이                       | 유니버설 스튜디오                                            | $48,063,435    | |
| 1994 | 《마스크》                              | 다크 호스 코믹스          | 척 러셀                           | 뉴 라인 시네마                                               | $351,583,407   | |
| 1994 | 《블랭크맨》                            | 오리지널                  | 마이크 바인더                     | 컬럼비아 픽처스                                              | $7,941,977     | |
| 1995 | 《탱크 걸》                             | 다크 호스 코믹스          | 레이철 탤럴레이                   | 유나이티드 아티스츠                                          | $4,064,495     | |
| 1995 | 《다크맨 2》                            | 오리지널                  | 브래드퍼드 메이                   | 유니버설 스튜디오                                            | 비디오 영화    | 《다크맨》(1990)의 속편. |
| 1995 | 《배트맨 포에버》                       | DC 코믹스                 | 조엘 슈마허                       | 워너 브라더스                                                | $336,529,844   | 《배트맨 리턴즈》(1992)의 속편. |
| 1995 | 《저지 드레드》                         | Time Inc. UK              | 대니 캐넌                         | 할리우드 픽처스                                              | $113,493,481   | |
| 1995 | 《파워레인저》                          | 오리지널                  | 브라이언 스파이서                 | 20세기 폭스                                                  | $66,433,194    | 원작은 《마이티 몰핀 파워레인저》 TV 시리즈. 사반 엔터테인먼트가 캐릭터 제작                                                                        |
| 1995 | 《블랙 스콜피온》                       | 오리지널                  | 조너선 윈프리                     | 쇼타임                                                       | 텔레비전 영화  | |
| 1996 | 《바브 와이어》                         | 다크 호스 코믹스          | 데이비드 호건                     | 그래머시 픽쳐스                                              | $3,794,000     | |
| 1996 | 《팬텀》                                | 복수의 영화사             | 사이먼 윈서                       | 파라마운트 픽처스                                            | $17,323,326    | |
| 1996 | 《다크맨 3》                            | 오리지널                  | 브래드퍼드 메이                   | 유니버설 스튜디오                                            | 비디오 영화    | 《다크맨 2》(1995)의 속편. |
| 1996 | 《크로우: 천사들의 도시》               | 캘리버 코믹스             | 팀 포프                           | 미라맥스                                                     | $17,917,287    | 《크로우》(1994)의 속편. |
| 1997 | 《터보: 어 파워레인저 무비》            | 오리지널                  | 슈키 레비, 데이비드 위닝          | 20세기 폭스                                                  | $8,363,899     | 원작은 the 《파워레인저 터보》 TV 시리즈. 사반 엔터테인먼트가 캐릭터 제작                                                                           |
| 1997 | 《블랙 스콜피온 2: 애프터 쇼크》        | 오리지널                  | 조너선 윈프리                     | 쇼타임                                                       | 텔레비전 영화  | 전편은 1995's 블랙 스콜피온. |
| 1997 | 《배트맨과 로빈》                       | DC 코믹스                 | 조엘 슈마허                       | 워너 브라더스                                                | $238,207,122   | 《배트맨 포에버》(1995)의 속편. |
| 1997 | 《캐스퍼》                              | 하비 코믹스               | 숀 맥나마라                       | 20세기 폭스                                                  | 비디오 영화    | 1995년의 Casper의 전편/스핀오프. |
| 1997 | 《스폰》                                | 이미지 코믹스             | 마크 A.Z. 디페                    | 뉴 라인 시네마                                               | $87,840,042    | |
| 1997 | 《스틸》                                | DC 코믹스                 | 케네스 존슨                       | 워너 브라더스                                                | $1,710,972     | |
| 1998 | 《스타 키드》                           | 오리지널                  | 매니 코토                         | 트라이마크 픽처스                                            | $7,029,025     | |
| 1998 | 《마스크 오브 조로》                    | 그로셋 앤드 던랩          | 마틴 캠벨                         | 컬럼비아 픽처스                                              | $250,288,523   | |
| 1998 | 《캐스퍼와 웬디》                       | 하비 코믹스               | 숀 맥나마라                       | 20세기 폭스                                                  | 비디오 영화    | 전편은 1997년 캐스퍼. |
| 1998 | 《블레이드》                            | 마블 코믹스               | 스티븐 노링턴                     | 뉴 라인 시네마                                               | $131,183,530   | |
| 1998 | 《닉 퓨리: 에이전트 오브 S.H.I.E.L.D.》 | 마블 코믹스               | 론 하디                           | 20세기 폭스 텔레비전                                         | 텔레비전 영화  | 선택되지 않았던 TV 시리즈 제안의 파일럿 |
| 1999 | 《미스터리 맨》                         | 다크 호스 코믹스          | 킹카 어셔                         | 유니버설 스튜디오                                            | $33,461,011    | |
| 2000 | 《크로우: 구원의 손길》                 | 캘리버 코믹스             | Bharat Nalluri                    | 디멘션 필름스                                                | 비디오 영화    | 《크로우: 천사들의 도시》(1996)의 속편. |
| 2000 | 《엑스맨》                              | 마블 코믹스               | 브라이언 싱어                     | 20세기 폭스                                                  | $296,339,527   | |
| 2000 | 《스페셜스》                            | 오리지널                  | 크레이그 메이진                   | 히어 미디어                                                  | $13,276        | |
| 2000 | 《톡식 어벤저 4》                       | 오리지널                  | 로이드 코프먼                     | 트로마 엔터테인먼트                                          |                | 《톡식 어벤저 3》(1989)의 속편. |
| 2000 | 《언브레이커블》                        | 오리지널                  | M. 나이트 샤말란                  | 터치스톤 픽처스                                              | $248,118,121   | |
| 2002 | 《블레이드 2》                          | 마블 코믹스               | 기예르모 델 토로                  | 뉴 라인 시네마                                               | $155,010,032   | 《블레이드》(1998)의 속편. |
| 2002 | 《스파이더맨》                          | 마블 코믹스               | 샘 레이미                         | 컬럼비아 픽처스                                              | $821,708,551   | |
| 2003 | 《데어데블》                            | 마블 코믹스               | 마크 스티븐 존슨                  | 20세기 폭스                                                  | $179,179,718   | |
| 2003 | 《엑스맨 2》                            | 마블 코믹스               | 브라이언 싱어                     | 20세기 폭스                                                  | $407,711,549   | 《엑스맨》(2000)의 속편. |
| 2003 | 《헐크》                                | 마블 코믹스               | 리안                              | 유니버설 스튜디오                                            | $245,360,480   | |
| 2003 | 《젠틀맨 리그》                         | DC 코믹스/와일드스톰      | 스티븐 노링턴                     | 20세기 폭스                                                  | $179,265,204   | |
| 2004 | 《헬보이》                              | 다크 호스 코믹스          | 기예르모 델 토로                  | 컬럼비아 픽처스                                              | $99,318,987    | |
| 2004 | 《퍼니셔》                              | 마블 코믹스               | 조너선 헨즐리                     | 라이언스게이트                                               | $54,700,105    | 퍼니셔 영화 시리즈의 리부트 작품. |
| 2004 | 《스파이더맨 2》                        | 마블 코믹스               | 샘 레이미                         | 컬럼비아 픽처스                                              | $783,766,341   | 《스파이더맨》(2002)의 속편. |
| 2004 | 《캣우먼》                              | DC 코믹스                 | 피토프                            | 워너 브라더스                                                | $82,102,379    | |
| 2004 | 《블레이드 3》                          | 마블 코믹스               | 데이비드 S. 고이어                | 뉴 라인 시네마                                               | $128,905,366   | 《블레이드 2》(2002)의 속편. |
| 2005 | 《엘렉트라》                            | 마블 코믹스               | 롭 보먼                           | 20세기 폭스                                                  | $56,681,566    | 《데어데블》(2003)의 스핀오프 작품. |
| 2005 | 《콘스탄틴》                            | DC 코믹스/버티고          | 프랜시스 로런스                   | 워너 브라더스                                                | $230,884,728   | |
| 2005 | 《마스크 2》                            | 다크 호스 코믹스          | Lawrence Guterman                 | 뉴 라인 시네마                                               | $57,552,641    | 《마스크》(1994)의 속편. |
| 2005 | 《맨-씽》                               | 마블 코믹스               | 브렛 레너드                       | 시네맥스                                                     | 비디오 영화    | |
| 2005 | 《크로우: 죽은 천사의 시》              | 캘리버 코믹스             | Lance Mungia                      | 디멘션 필름스                                                | 비디오 영화    | 《크로우: 구원의 손길》(2000)의 속편. |
| 2005 | 《샤크보이와 라바걸의 모험 3-D》        | 오리지널                  | 로버트 로드리게스                 | 디멘션 필름스, 컬럼비아 픽처스                               | $69,425,967    | |
| 2005 | 《배트맨 비긴즈》                       | DC 코믹스                 | 크리스토퍼 놀런                   | 워너 브라더스                                                | $374,218,673   | 배트맨 영화 시리즈의 리부트 작품. |
| 2005 | 《판타스틱 4》                          | 마블 코믹스               | 팀 스토리                         | 20세기 폭스                                                  | $330,579,719   | |
| 2005 | 《스카이 하이》                         | 오리지널                  | 마이크 미첼                       | 월트 디즈니 픽처스                                           | $86,369,815    | |
| 2005 | 《레전드 오브 조로》                    | 그로셋 앤드 던랩          | 마틴 캠벨                         | 컬럼비아 픽처스                                              | $142,400,065   | 《마스크 오브 조로》(1998)의 속편. |
| 2006 | 《브이 포 벤데타》                      | DC 코믹스/버티고          | 제임스 맥테이그                   | 워너 브라더스                                                | $132,511,035   | |
| 2006 | 《엑스맨: 최후의 전쟁》                 | 마블 코믹스               | 브렛 래트너                       | 20세기 폭스                                                  | $459,359,555   | 《엑스맨 2》(2003)의 속편. |
| 2006 | 《슈퍼맨 리턴즈》                       | DC 코믹스                 | 브라이언 싱어                     | 워너 브라더스                                                | $391,081,192   | 《슈퍼맨 2》(1980)의 대체 속편. |
| 2006 | 《라이트스피드》                        | 오리지널                  | 돈 E. 폰틀러로이                  | 누 이미지                                                    | 비디오 영화    | 스탠 리 제작. |
| 2006 | 《겁나는 여친의 완벽한 비밀》           | 오리지널                  | 아이번 라이트먼                   | 20세기 폭스                                                  | $60,984,606    | |
| 2006 | 《스페셜》                              | 오리지널                  | 할 헤이버만, 제러미 패스모어      | 매그놀리아 픽처스                                            |                | 2006 USA 한정 개봉. |
| 2006 | 《줌》                                  | 오리지널                  | 피터 휴잇                         | 소니 픽처스 엔터테인먼트                                     | $12,506,188    | |
| 2007 | 《고스트 라이더》                       | 마블 코믹스               | 마크 스티븐 존슨                  | 컬럼비아 픽처스                                              | $228,738,393   | |
| 2007 | 《판타스틱 4: 실버 서퍼의 위협》        | 마블 코믹스               | 팀 스토리                         | 20세기 폭스                                                  | $289,047,763   | 《판타스틱 4》(2005)의 속편. |
| 2007 | 《스파이더맨 3》                        | 마블 코믹스               | 샘 레이미                         | 컬럼비아 픽처스                                              | $890,871,626   | 《스파이더맨 2》(2004)의 속편. |
| 2007 | 《언더독》                              | 복수의 영화사             | 프레드릭 두 차우                  | 월트 디즈니 픽처스                                           | $65,270,477    | |
| 2008 | 《점퍼》                                | 오리지널                  | 더그 라이먼                       | 20세기 폭스                                                  | $222,231,186   | |
| 2008 | 《슈퍼히어로》                          | 오리지널                  | 크레이그 메이진                   | MGM                                                          | $71,237,351    | |
| 2008 | 《아이언맨》                            | 마블 코믹스               | 존 패브로                         | 파라마운트 픽처스                                            | $585,174,222   | 마블 시네마틱 유니버스의 시작. |
| 2008 | 《인크레더블 헐크》                     | 마블 코믹스               | 루이 르테리에                     | 유니버설 스튜디오                                            | $263,427,551   | 헐크 영화 시리즈의 리부트 작품. 마블 시네마틱 유니버스 소속.                                                                                        |
| 2008 | 《핸콕》                                | 오리지널                  | 피터 버그                         | 컬럼비아 픽처스                                              | $624,386,746   | |
| 2008 | 《헬보이 2: 골든 아미》                 | 다크 호스 코믹스          | 기예르모 델 토로                  | 유니버설 스튜디오                                            | $160,388,063   | 《헬보이》(2004)의 속편. |
| 2008 | 《다크 나이트》                         | DC 코믹스                 | 크리스토퍼 놀런                   | 워너 브라더스                                                | $1,004,558,444 | 《배트맨 비긴즈》(2005)의 속편 |
| 2008 | 《퍼니셔 2》                            | 마블 코믹스               | 렉시 알렉산더                     | 라이언스게이트                                               | $10,100,036    | 퍼니셔 영화 시리즈의 리부트 작품. |
| 2008 | 《스피릿》                              | DC 코믹스                 | 프랭크 밀러                       | 라이언스게이트                                               | $39,031,337    | |
| 2009 | 《푸시》                                | 오리지널                  | 폴 맥기건                         | 서밋 엔터테인먼트                                            | $48,808,215    | |
| 2009 | 《왓치맨》                              | DC 코믹스                 | 잭 스나이더                       | 워너 브라더스                                                | $185,258,983   | |
| 2009 | 《엑스맨 탄생: 울버린》                 | 마블 코믹스               | 개빈 후드                         | 20세기 폭스                                                  | $373,062,864   | 속편은 《엑스맨》 영화 삼부작. |
| 2009 | 《디펜더》                              | 오리지널                  | 피터 스테빙스                     | 소니 픽처스 엔터테인먼트, 데리어스 필름스, 얼라이언스 필름스 | $44,462        | |
| 2010 | 《킥 애스: 영웅의 탄생》                | 마블 코믹스/아이콘 코믹스 | 매슈 본                           | 라이언스게이트                                               | $96,188,903    | |
| 2010 | 《아이언맨 2》                          | 마블 코믹스               | 존 패브로                         | 파라마운트 픽처스                                            | $623,933,331   | 《아이언맨》(2008)의 속편. 마블 시네마틱 유니버스 소속.                                                                                             |
| 2010 | 《조나 헥스》                           | DC 코믹스                 | 지미 헤이워드                     | 워너 브라더스                                                | $10,903,312    | |
| 2010 | 《슈퍼》                                | 오리지널                  | 제임스 건                         | IFC 필름스, 스튀디오카날                                     | $327,716       | IFC의 지금까지 가장 성공한 VOD 영화 |
| 2011 | 《그린 호넷》                           | 홀리오크 출판/나우 코믹스 | 미셸 공드리                       | 컬럼비아 픽처스                                              | $227,817,248   | |
| 2011 | 《토르: 천둥의 신》                     | 마블 코믹스               | 케네스 브래나                     | 파라마운트 픽처스                                            | $449,326,618   | 마블 시네마틱 유니버스 소속. |
| 2011 | 《엑스맨: 퍼스트 클래스》               | 마블 코믹스               | 매슈 본                           | 20세기 폭스                                                  | $353,624,124   | 엑스맨 영화 시리즈의 프리퀄 작품. |
| 2011 | 《그린 랜턴: 반지의 선택》              | DC 코믹스                 | 마틴 캠벨                         | 워너 브라더스                                                | $219,851,172   | |
| 2011 | 《퍼스트 어벤져》                       | 마블 코믹스               | 조 존스턴                         | 파라마운트 픽처스                                            | $370,569,774   | 캡틴 아메리카 영화 시리즈의 리부트 작품. 마블 시네마틱 유니버스 소속.                                                                               |
| 2011 | 《Vs》                                  | 오리지널                  | 제이슨 트로스트                   | 이미지 엔터테인먼트                                          |                | |
| 2011 | 《파워레인저 사무라이》                 | 오리지널                  | 조나단 체처                       | 사반 브랜즈                                                  | 텔레비전 영화  | 원작은 the 《파워레인저 사무라이》 TV 시리즈. 사반 브랜즈가 캐릭터 제작                                                                             |
| 2012 | 《크로니클》                            | 오리지널                  | 조시 트랭크                       | 20세기 폭스                                                  | $126,636,097   | 파운드 풋티지 장르의 슈퍼히어로 영화 |
| 2012 | 《고스트 라이더: 복수의 화신》          | 마블 코믹스               | Neveldine/테일러                  | 컬럼비아 픽처스                                              | $132,563,930   | 《고스트 라이더》(2007)의 속편. |
| 2012 | 《어벤져스》                            | 마블 코믹스               | 조스 휘던                         | 월트 디즈니 스튜디오스 모션 픽처스                           | $1,518,594,910 | 《아이언맨 2》(2009), 《인크레더블 헐크》(2010), 《토르: 천둥의 신》(2011), 《퍼스트 어벤져》(2011)에서 이어지는 작품. 마블 시네마틱 유니버스 소속. |
| 2012 | 《어메이징 스파이더맨》                 | 마블 코믹스               | 마크 웨브                         | 컬럼비아 픽처스                                              | $752,216,557   | 스파이더맨 영화 시리즈의 리부트 작품. |
| 2012 | 《다크 나이트 라이즈》                  | DC 코믹스                 | 크리스토퍼 놀런                   | 워너 브라더스                                                | $1,084,439,099 | 《다크 나이트》(2008)의 속편. |
| 2012 | 《저지 드레드》                         | 리벨리언 디벨롭먼츠       | 피트 트래비스                     | 라이언스게이트                                               | $35,626,525    | 저지 드레드 영화 시리즈의 리부트 작품. |
| 2013 | 《아이언맨 3》                          | 마블 코믹스               | 셰인 블랙                         | 월트 디즈니 스튜디오스 모션 픽처스                           | $1,215,439,994 | 《아이언맨 2》(2010)의 속편. 마블 시네마틱 유니버스 소속.                                                                                           |
| 2013 | 《맨 오브 스틸》                        | DC 코믹스                 | 잭 스나이더                       | 워너 브라더스                                                | $668,045,518   | 슈퍼맨 영화 시리즈의 리부트 작품. DC 확장 유니버스의 시작.                                                                                          |
| 2013 | 《더 울버린》                           | 마블 코믹스               | 제임스 맨골드                     | 20세기 폭스                                                  | $414,828,246   | 전편은 the 《엑스맨》 영화 삼부작. |
| 2013 | 《킥 애스 2: 겁 없는 녀석들》           | 마블 코믹스               | 제프 워들로                       | 유니버설 스튜디오                                            | $60,795,985    | 《킥 애스: 영웅의 탄생》(2010)의 속편. |
| 2013 | 《수퍼 버디즈》                         | 오리지널                  | 로버트 빈스                       | 월트 디즈니 스튜디오 홈 엔터테인먼트                         | 비디오 영화    | 《Air Buddies》 프랜차이즈의 7번째 속편. |
| 2013 | 《토르: 다크 월드》                     | 마블 코믹스               | 앨런 테일러                       | 월트 디즈니 스튜디오스 모션 픽처스                           | $644,783,140   | 《토르: 천둥의 신》(2011)의 속편. 마블 시네마틱 유니버스 소속.                                                                                      |
| 2014 | 《캡틴 아메리카: 윈터 솔져》            | 마블 코믹스               | 루소 형제                         | 월트 디즈니 스튜디오스 모션 픽처스                           | $714,766,572   | 《퍼스트 어벤져》(2011)의 속편. 마블 시네마틱 유니버스 소속.                                                                                        |
| 2014 | 《어메이징 스파이더맨 2》               | 마블 코믹스               | 마크 웨브                         | 컬럼비아 픽처스                                              | $708,982,323   | 《어메이징 스파이더맨》(2012)의 속편. |
| 2014 | 《엑스맨: 데이즈 오브 퓨처 패스트》     | 마블 코믹스               | 브라이언 싱어                     | 20세기 폭스                                                  | $748,121,534   | 《엑스맨: 퍼스트 클래스》(2011)의 속편이자《엑스맨》 영화 삼부작.                                                                                   |
| 2014 | 《가디언즈 오브 갤럭시》                | 마블 코믹스               | 제임스 건                         | 월트 디즈니 스튜디오스 모션 픽처스                           | $774,176,600   | 마블 시네마틱 유니버스 소속. |
| 2014 | 《닌자터틀》                            | 미라지 스튜디오           | 조너선 리브스만                   | 파라마운트 픽처스                                            | $485,004,754   | 닌자 거북이 영화 시리즈의 리부트 작품. |
| 2015 | 《어벤져스: 에이지 오브 울트론》        | 마블 코믹스               | 조스 휘던                         | 월트 디즈니 스튜디오스 모션 픽처스                           | $1,405,413,868 | 《어벤져스》(2012)의 속편. 마블 시네마틱 유니버스 소속.                                                                                             |
| 2015 | 《앤트맨》                              | 마블 코믹스               | 페이턴 리드                       | 월트 디즈니 스튜디오스 모션 픽처스                           | $519,445,163   | 마블 시네마틱 유니버스 소속. |
| 2015 | 《판타스틱 4》                          | 마블 코믹스               | 조시 트랭크                       | 20세기 폭스                                                  | $167,977,596   | 판타스틱 4 시리즈의 리부트 작품. |
| 2015 | American Hero                           | 오리지널                  | 닉 러브                           | 스크린 미디어 필름스                                         |                | |
| 2016 | 《데드풀》                              | 마블 코믹스               | 팀 밀러                           | 20세기 폭스                                                  | $782,370,866   | 엑스맨 시리즈의 스핀오프 작품. |
| 2016 | 《배트맨 대 슈퍼맨: 저스티스의 시작》   | DC 코믹스                 | 잭 스나이더                       | 워너 브라더스                                                | $872,662,631   | 《맨 오브 스틸》(2013)에서 이어지는 작품. 배트맨 영화 시리즈의 리부트 작품. DC 확장 유니버스 소속.                                                  |
| 2016 | 《캡틴 아메리카: 시빌 워》              | 마블 코믹스               | 루소 형제                         | 월트 디즈니 스튜디오스 모션 픽처스                           | $1,151,314,869 | 스파이더맨 영화 시리즈의 리부트 작품. 《캡틴 아메리카: 윈터 솔져》(2014)의 속편. 마블 시네마틱 유니버스 소속.                                       |
| 2016 | 《엑스맨: 아포칼립스》                  | 마블 코믹스               | 브라이언 싱어                     | 20세기 폭스                                                  | $534,348,852   | 《엑스맨: 데이즈 오브 퓨처 패스트》(2014)의 속편.                                                                                                   |
| 2016 | 《닌자터틀: 어둠의 히어로》             | 미라지 스튜디오           | 데이브 그린                       | 파라마운트 픽처스                                            | $235,180,501   | 《닌자터틀》(2014)의 속편. |
| 2016 | 《수어사이드 스쿼드》                   | DC 코믹스                 | 데이비드 에이어                   | 워너 브라더스                                                | $641,117,209   | DC 확장 유니버스 소속. |
| 2016 | 《맥스 스틸》                           | 오리지널                  | 스튜어트 헨들러                   | 오픈 로드 필름스                                             |                | 맥스 스틸 프랜차이즈의 라이브액션 리부트 |
| 2016 | 《닥터 스트레인지》                     | 마블 코믹스               | 스콧 데릭슨                       | 월트 디즈니 스튜디오스 모션 픽처스                           |                | 마블 시네마틱 유니버스 소속. |
| 2017 | 《파워레인저》                          | 오리지널                  | 딘 이즈리얼라이트                 | 라이언스게이트                                               |                | 파워레인저 영화 시리즈의 리부트 작품. |
| 2017 | 《로건》                                | 마블 코믹스               | 제임스 맨골드                     | 20세기 폭스                                                  |                | 《더 울버린》(2013)의 속편. 《엑스맨》 영화 시리즈의 일부.                                                                                          |
| 2017 | 《가디언즈 오브 갤럭시 Vol. 2》         | 마블 코믹스               | 제임스 건                         | 월트 디즈니 스튜디오스 모션 픽처스                           |                | 《가디언즈 오브 갤럭시》(2014)의 속편. 마블 시네마틱 유니버스 소속.                                                                                 |
| 2017 | 《원더우먼》                            | DC 코믹스                 | 패티 젱킨스                       | 워너 브라더스                                                |                | DC 확장 유니버스 소속. |
| 2017 | 《스파이더맨: 홈커밍》                  | 마블 코믹스               | 존 와츠                           | 소니 픽처스 엔터테인먼트                                     |                | 스파이더맨 영화 시리즈의 리부트 작품. 마블 시네마틱 유니버스 소속.                                                                                  |
| 2017 | 《토르: 라그나로크》                    | 마블 코믹스               | 타이카 와이티티                   | 월트 디즈니 스튜디오스 모션 픽처스                           |                | 《토르: 다크 월드》(2013)의 속편. 마블 시네마틱 유니버스 소속.                                                                                      |
| 2017 | 《저스티스 리그》                       | DC 코믹스                 | 잭 스나이더                       | 워너 브라더스                                                |                | 《배트맨 대 슈퍼맨: 저스티스의 시작》(2016)의 속편. DC 확장 유니버스 소속.                                                                          |
| 2018 | 《블랙 팬서》                           | 마블 코믹스               | 라이언 쿠글러                     | 월트 디즈니 스튜디오스 모션 픽처스                           |                | 마블 시네마틱 유니버스 소속. |
| 2018 | 《플래시》                              | DC 코믹스                 |                                   | 워너 브라더스                                                |                | DC 확장 유니버스 소속. |
| 2018 | 《어벤져스: 인피니티 워》               | 마블 코믹스               | 루소 형제                         | 월트 디즈니 스튜디오스 모션 픽처스                           |                | 《어벤져스: 에이지 오브 울트론》(2015)의 속편. 마블 시네마틱 유니버스 소속.                                                                         |
| 2018 | 《앤트맨과 와스프》                     | 마블 코믹스               | 페이턴 리드                       | 월트 디즈니 스튜디오스 모션 픽처스                           |                | 《앤트맨》(2015)의 속편. 마블 시네마틱 유니버스 소속.                                                                                               |
| 2018 | 《아쿠아맨》                            | DC 코믹스                 | 제임스 완                         | 워너 브라더스                                                |                | DC 확장 유니버스 소속. |
| 2019 | 《캡틴 마블》                           | 마블 코믹스               |                                   | 월트 디즈니 스튜디오스 모션 픽처스                           |                | 마블 시네마틱 유니버스 소속. |
| 2019 | 《샤잠》                                | DC 코믹스                 |                                   | 워너 브라더스                                                |                | DC 확장 유니버스 소속. |
| 2019 | 제목 미정의 저스티스 리그 속편          | DC 코믹스                 | 잭 스나이더                       | 워너 브라더스                                                |                | 《저스티스 리그》(2017)의 속편. DC 확장 유니버스 소속.                                                                                              |
| 2019 | 어벤져스: 엔드게임                      | 마블 코믹스               | 루소 형제                         | 월트 디즈니 스튜디오스 모션 픽처스                           |                | 《어벤져스: 인피니티 워》(2018)의 속편. 마블 시네마틱 유니버스 소속.                                                                                |
| 2020 | 《사이보그》                            | DC 코믹스                 |                                   | 워너 브라더스                                                |                | DC 확장 유니버스 소속. |
| 2020 | 《그린 랜턴 군단》                      | DC 코믹스                 |                                   | 워너 브라더스                                                |                | 《그린 랜턴: 반지의 선택》(2011)의 리부트 작품. DC 확장 유니버스 소속.                                                                              |

### 애니메이션 영화
| 연도 | 제목                                         | 출판사            | 감독 | 배급                             | 수익                         | 비고 |
| ---- | -------------------------------------------- | ----------------- | --- | -------------------------------- | ---------------------------- | --- |
| 1993 | 《배트맨: 환영의 가면》                      | DC 코믹스         | 에릭 러돔스키 브루스 팀 | 워너 브라더스                    | $5,617,391                   | 원작은 《배트맨: The Animated Series》 TV 시리즈.                                                                                                   |
| 1998 | 《배트맨 & 미스터 프리즈: 서브제로》         | DC 코믹스         | 보이드 커클랜드 | 워너 브라더스                    | 비디오 영화                  | 원작은 《배트맨: The Animated Series》 TV 시리즈.                                                                                                   |
| 2000 | 《배트맨 비욘드: 조커의 귀환》               | DC 코믹스         | 커트 제다 | 워너 브라더스                    | 비디오 영화                  | 《배트맨 비욘드》 시리즈의 영화판. |
| 2000 | 《캐스퍼스 헌티드 크리스마스》               | 하비 코미긋       | 오언 헐리 | 유니버설 픽처스                  | 비디오 영화                  | 전편은 1998년의 Casper Meets Wendy. |
| 2002 | 《파워퍼프걸 영화》                          | 오리지널          | 크레이그 매크래컨 | 워너 브라더스                    | $16,426,471                  | 《파워퍼프걸》 TV 시리즈의 영화판. |
| 2003 | 《배트맨: 배트우먼의 수수께끼》              | DC 코믹스         | 커트 제다 | 워너 브라더스                    | 비디오 영화                  | 《뉴 배트맨 어드벤처》 TV 시리즈의 영화판. |
| 2004 | 《인크레더블》                               | 오리지널          | 브래드 버드 | 월트 디즈니 픽처스               | $631,442,092                 | 픽사 제작. |
| 2005 | 《배트맨 대 드라큘라》                       | DC 코믹스         | 마이클 고궨 | 워너 브라더스                    | 비디오 영화                  | 《더 배트맨》 TV 시리즈의 영화판 |
| 2006 | 《헬보이: 폭풍의 검》                        | 다크 호스 코믹스  | 필 와인스타인 태드 스톤스 | IDT 엔터테인먼트                 | 비디오 영화                  | 원작은 the 《Hellboy Animated》 TV 시리즈. |
| 2006 | 《얼티밋 어벤저스: 영화》                    | 마블 코믹스       | 커트 제다 스티븐 E. 고든 | 라이언스게이트                   | 비디오 영화                  | 마블 애니메이션 제작. |
| 2006 | 《슈퍼맨: 브레이니액 어택》                  | DC 코믹스         | 커트 제다 | 워너 브라더스                    | 비디오 영화                  | 원작은 《슈퍼맨: The Animated Series》 TV 시리즈.                                                                                                   |
| 2006 | 《얼티밋 어벤저스 2: 팬서의 위협》           | 마블 코믹스       | 윌 모이그니엇 리차드 세버스트 | 라이언스게이트                   | 비디오 영화                  | 마블 애니메이션 제작. 전편은 Ultimate Avengers: The Movie.                                                                                          |
| 2006 | 《틴 타이탄스: 도쿄 대소동》                 | DC 코믹스         | 데이비드 슬랙 | 워너 브라더스                    | 비디오 영화                  | 《틴 타이탄스》 TV 시리즈의 영화판. |
| 2007 | 《모자이크》                                 | POW! 엔터테인먼트 | 로이 앨런 스미스 | 앵커 베이 엔터테인먼트           | 비디오 영화                  | 스탠 리 제작. |
| 2007 | 《인빈서블 아이언맨》                        | 마블 코믹스       | 패트릭 아치볼드 제이 올리바 | 라이언스게이트                   | 비디오 영화                  | 마블 애니메이션 제작. |
| 2007 | 《헬보이: 피와 강철》                        | 다크 호스 코믹스  | 빅터 쿡 태드 스톤스 | IDT 엔터테인먼트                 | 비디오 영화                  | 원작은 the 《Hellboy Animated》 TV 시리즈. |
| 2007 | 《닌자 거북이 TMNT》                         | 미라지 스튜디오   | 케빈 먼로 | 워너 브라더스, 와인스타인 컴퍼니 | $95,608,995                  | 1991년의 《닌자 거북이2》 이후 나온 대체편. |
| 2007 | 《더 콘돌》                                  | POW! 엔터테인먼트 | 스티븐 E. 고든 | 앵커 베이 엔터테인먼트           | 비디오 영화                  | 스탠 리 제작. |
| 2007 | 《닥터 스트레인지: 소서러 슈프림》           | 마블 코믹스       | 패트릭 아치볼드 리차드 세배스트 제이 올리바 | 라이언스게이트                   | 비디오 영화                  | 마블 애니메이션 제작. |
| 2007 | 《슈퍼맨: 둠스데이》                         | DC 코믹스         | 브루스 팀 로런 몽고메리 브랜든 비에티 | 워너 브라더스                    | 비디오 영화                  | "슈퍼맨의 죽음" 스토리라인을 약간 각색 |
| 2008 | 《저스티스 리그: 더 뉴 프런티어》            | DC 코믹스         | 데이브 불럭 | 워너 브라더스                    | 비디오 영화                  | 원작은 다윈 쿡의 《DC: 더 뉴 프런티어》. |
| 2008 | 《배트맨: 고담 나이트》                      | DC 코믹스         | see list - 니시미 쇼지로 (pt. 1) 히가시데 후토시 (pt. 2) 모리오카 히로시 (pt. 3) 아오키 야스히로 (pt. 4) 구보오카 도시유키 (pt. 5) 남종식 (pt. 6) | 워너 브라더스                    | 비디오 영화                  | 여섯 개의 단편 모음. 2005년의 《배트맨 비긴즈》과 2008년의 《다크 나이트》 사이에 나옴.                                                             |
| 2008 | 《넥스트 어벤저스: 내일의 영웅들》           | 마블 코믹스       | 제이 올리바 | 라이언스게이트                   | 비디오 영화                  | 마블 애니메이션 제작. |
| 2009 | 《터틀스 포에버》                            | 미라지 스튜디오   | 로이 버딘 로이드 골드파인 | 4키즈 엔터테인먼트               | 비디오 영화                  | 크로스오버 이벤트. |
| 2009 | 《헐크 버서스》                              | 마블 코믹스       | 샘 류 | 라이언스게이트                   | 비디오 영화                  | 마블 애니메이션 제작. 크로스오버 이벤트. |
| 2009 | 《원더우먼》                                 | DC 코믹스         | 로런 몽고메리 | 워너 브라더스                    | 비디오 영화                  | 조지 페레스가 쓴 "원더우먼: 신들과 필멸자들"을 각색함.                                                                                              |
| 2009 | 《그린 랜턴: 첫 비행》                       | DC 코믹스         | 로런 몽고메리 | 워너 브라더스                    | 비디오 영화                  | 앨런 버넷이 쓴 DC 코믹스' 그린 랜턴 신화를 각색함.                                                                                                  |
| 2009 | 《슈퍼맨/배트맨: 공공의 적》                 | DC 코믹스         | 샘 류 | 워너 브라더스                    | 비디오 영화                  | 원작은 제프 로브가 쓴 "슈퍼맨/배트맨: 공공의 적" 스토리라인                                                                                         |
| 2009 | 《아스트로 보이: 아톰의 귀환》               | 복수의 영화사     | 데이비드 바워스 | 서밋 엔터테인먼트                | $44,093,014                  | 동명의 만화를 각색한 이마기 애니메이션 스튜디오스 영화                                                                                              |
| 2010 | 《플래닛 헐크》                              | 마블 코믹스       | 샘 류 | 라이언스게이트                   | 비디오 영화                  | 마블 애니메이션 제작. |
| 2010 | 《저스티스 리그: 두 지구의 위기》            | DC 코믹스         | 로런 몽고메리 샘 류 | 워너 브라더스                    | 비디오 영화                  | 《저스티스 리그》와 《저스티스 리그 언리미티드》를 이어주기 위한 미사용 영화 플롯을 각색함. 그랜트 모리슨이 쓴 "JLA: Earth 2" 시리즈를 약간 각색함. |
| 2010 | 《배트맨: 언더 더 레드 후드》                | DC 코믹스         | 브랜든 비에티 | 워너 브라더스                    | 비디오 영화                  | 저드 위닉이 쓴"배트맨: 언더 더 후드" 스토리라인을 약간 각색함.                                                                                      |
| 2010 | 《슈퍼맨/배트맨: 아포칼립스》                | DC 코믹스         | 로런 몽고메리 | 워너 브라더스                    | 비디오 영화                  | 《슈퍼맨/배트맨: 공공의 적》의 속편. 원작은 제프 로엡이 쓴"슈퍼맨/배트맨: The Supergirl from Krypton" 스토리라인                                    |
| 2010 | 《메가마인드》                               | 오리지널          | 톰 맥그래스 | 파라마운트 픽처스                | $317,415,120                 | 드림웍스 애니메이션 제작. |
| 2011 | 《올스타 슈퍼맨》                            | DC 코믹스         | 샘 류 | 워너 브라더스                    | 비디오 영화                  | 원작은 the "올스타 슈퍼맨" series by 그랜트 모리슨.                                                                                                 |
| 2011 | 《토르: 아스가르드의 전설》                  | 마블 코믹스       | 샘 류 | 라이언스게이트                   | 비디오 영화                  | 마블 애니메이션 제작. |
| 2011 | 《그린 랜턴: 에메랄드 나이츠》               | DC 코믹스         | 크리스토퍼 버클리 로런 몽고메리 제이 올리바 | 워너 브라더스                    | 비디오 영화                  | 여섯 개의 단편 모음. 2011의 《그린 랜턴: 반지의 선택》과 동시 개봉.                                                                                 |
| 2011 | 《배트맨: 이어 원》                          | DC 코믹스         | 샘 류 로런 몽고메리 | 워너 브라더스                    | 비디오 영화                  | 원작은 프랭크 밀러가 쓴 "배트맨: 이어 원" 스토리라인.                                                                                               |
| 2012 | 《저스티스 리그: 둠》                        | DC 코믹스         | 로런 몽고메리 | 워너 브라더스                    | 비디오 영화                  | 마크 웨이드가 쓴"JLA: Tower of Babel" 스토리라인을 약간 각색함.                                                                                     |
| 2012 | 《슈퍼맨 대 엘리트》                         | DC 코믹스         | 마이클 챙 | 워너 브라더스                    | 비디오 영화                  | 원작은 조 켈리가 쓴 "What's So Funny About Truth, Justice & the American Way?" 스토리라인.                                                          |
| 2012 | 《배트맨: 다크 나이트 리턴즈 1부》           | DC 코믹스         | 제이 올리바 | 워너 브라더스                    | 비디오 영화                  | 원작은 프랭크 밀러가 쓴 "다크 나이트 리턴즈" 시리즈.                                                                                                |
| 2013 | 《배트맨: 다크 나이트 리턴즈 2부》           | DC 코믹스         | 제이 올리바 | 워너 브라더스                    | 비디오 영화                  | 원작은 프랭크 밀러가 쓴 "다크 나이트 리턴즈" 시리즈 《배트맨: 다크 나이트 리턴즈 1부》의 속편.                                                      |
| 2013 | 《아이언맨: 라이즈 오브 테크노보어》         | 마블 코믹스       | 하마사키 히로시 | 소니 픽처스 엔터테인먼트         | 비디오 영화                  | 매드하우스 제작. |
| 2013 | 《아이언맨& 헐크                             | 마블 코믹스       | 에릭 라돔스키 리오 라일리 | 마블 애니메이션                  | 비디오 영화                  | 마블 애니메이션 제작. |
| 2013 | 《슈퍼맨: 언바운드》                         | DC 코믹스         | 제임스 터커 | 워너 브라더스                    | 비디오 영화                  | 원작은 제프 존스와 게리 프랭크가 쓴 "슈퍼맨: 브레이니악" 스토리라인.                                                                                |
| 2013 | 《저스티스 리그: 플래시포인트 패러독스》     | DC 코믹스         | 제이 올리바 | 워너 브라더스                    | 비디오 영화                  | 원작은 제프 존스와 게리 프랭크가 쓴 "플래시포인트" 스토리라인.                                                                                      |
| 2014 | 《저스티스 리그: 워》                        | DC 코믹스         | 제이 올리바 | 워너 브라더스                    | 비디오 영화                  | 원작은 제프 존스와 짐 리가 쓴 "저스티스 리그: 탄생" 스토리라인.                                                                                     |
| 2014 | 《JLA 어드벤쳐: 트랩트 인 타임》             | DC 코믹스         | 잔카를로 볼페 | 워너 브라더스                    | 비디오 영화                  | |
| 2014 | 《어벤져스 컨피덴셜: 블랙 위도우 앤 퍼니셔》 | 마블 코믹스       | 시미즈 겐이치 | 소니 픽처스 엔터테인먼트         | 비디오 영화                  | 매드하우스 제작. |
| 2014 | 《배트맨의 아들》                            | DC 코믹스         | 이선 스폴딩 | 워너 브라더스                    | 비디오 영화                  | 원작은 그랜트 모리슨과 앤디 큐버트가 쓴 "배트맨과 아들" 스토리라인.                                                                                 |
| 2014 | 《배트맨: 아캄 습격》                        | DC 코믹스         | 제이 올리바 이선 스폴딩 | 워너 브라더스                    | 비디오 영화                  | 원작은 《배트맨: 아캄》 비디오 게임 프랜차이즈 세계관. 전편은 2013년의 《배트맨: 아캄 오리진》과 2009년 《배트맨: 아캄 어사일럼》.                  |
| 2014 | 《아이언맨과 캡틴 아메리카                   | 마블 코믹스       | 리오 라일리 | 마블 애니메이션                  | 비디오 영화                  | 마블 애니메이션 제작. |
| 2014 | 《빅 히어로》                                | 마블 코믹스       | 돈 홀 크리스 윌리엄스 | 월트 디즈니 픽처스               | $657,818,612                 | 동명의 마블 코믹스 시리즈를 약간 각색한 월트 디즈니 애니메이션 스튜디오 영화.                                                                       |
| 2015 | 《스폰지밥 3D》                              | 니켈로디언        | 폴 티빗 | 파라마운트 픽처스                | $323,436,538                 | 실사 영화와 애니메이션의 혼합 형태. 원작은 《스폰지밥》 TV 시리즈. 전편은 《보글보글 스폰지밥》(2004).                                              |
| 2015 | 《바비 인 더 프린세스 파워》                 | 마텔              | 이지키얼 노턴 | 유니버설 스튜디오                | 제한된 영화 개봉/비디오 발매 | 《엘렉트라》 이후 영화에서 개봉한 첫 여성 단독 주연 슈퍼히어로 영화.                                                                                |
| 2015 | 《저스티스 리그: 아틀란티스의 왕좌》         | DC 코믹스         | 이선 스폴딩 | 워너 브라더스                    | 비디오 영화                  | 원작은 제프 존스가 쓴 The New 52의 아쿠아맨 크로스오버 스토리라인 "아틀란티스의 왕좌". 전편은 2014년의 《저스티스 리그: 워》.                       |
| 2015 | 《배트맨 대 로빈》                           | DC 코믹스         | 제이 올리바 | 워너 브라더스                    | 비디오 영화                  | 원작은 스콧 스나이더가 쓴 "올빼미의 밤" 스토리라인.                                                                                                 |
| 2015 | 《배트맨 언리미티드: 동물적 본능》           | DC 코믹스         | 버치 루킥 | 워너 브라더스                    | 비디오 영화                  | 히스 코슨이 씀. |
| 2015 | 《저스티스 리그: 신들과 괴물들》             | DC 코믹스         | 샘 류 | 워너 브라더스                    | 비디오 영화                  | 이전에 쓰여진 작품을 원작으로 하지 않음. 앨런 버넷과 브루스 팀가 씀.                                                                                |
| 2015 | 《배트맨 언리미티드: 괴물의 혼돈》           | DC 코믹스         | 버치 루킥 | 워너 브라더스                    | 비디오 영화                  | |
| 2016 | 《배트맨: 배드 블러드》                      | DC 코믹스         | 제이 올리바 | 워너 브라더스                    | 비디오 영화                  | 원작은 그랜트 모리슨이 쓴 "배트맨 R.I.P.". |
| 2016 | 《저스티스 리그 대 틴 타이탄스》             | DC 코믹스         | 샘 류 | 워너 브라더스                    | 비디오 영화                  | |
| 2016 | 《배트맨: 킬링 조크》                        | DC 코믹스         | 샘 류 | 워너 브라더스                    | 비디오 영화                  | 원작은 앨런 무어가 쓴 "배트맨: 킬링 조크". |
| 2016 | 《배트맨 언리미티드: 기계 대 돌연변이》      | DC 코믹스         | 커트 세다 | 워너 브라더스                    | 비디오 영화                  | |
| 2016 | 《배트맨: 망토 두른 십자군의 귀환》          | DC 코믹스         | 릭 모랄레스 | 워너 브라더스                    | 비디오 영화                  | 원작은 배트맨 TV 시리즈. |
| 2016 | 《저스티스 리그 다크》                       | DC 코믹스         | 제이 올리바 | 워너 브라더스                    | 비디오 영화                  | 원작은 기예르모 델토로의 《Dark Universe》를 위한 옛 각본.                                                                                          |
| 2017 | 《레고 배트맨 무비》                         | DC 코믹스         | 크리스 매케이 | 워너 브라더스                    |                              | 《레고 무비》(2014)의 스핀오프. |
| 2017 | 《틴 타이탄스: 유다의 계약》                 | DC 코믹스         | | 워너 브라더스                    | 비디오 영화                  | 2007년의 프리미어판을 위한 오리지널. |
| 2017 | 《배트맨과 할리퀸》                          | DC 코믹스         | | 워너 브라더스                    | 비디오 영화                  | 브루스 팀가 쓴오리지널 스토리. |
| 2018 | 《스파이더맨 애니메이션 무비》               | 마블 코믹스       | 밥 퍼시체티 | 소니 픽처스 애니메이션           |                              | 스파이더맨과 마블 시네마틱 유니버스 영화와 공존하지만 그 일부는 아님.                                                                               |
| 2019 | 《인크레더블 2》                             | 오리지널          | 브래드 버드 | 월트 디즈니 픽처스               |                              | 《인크레더블》(2004)의 속편. |

## 같이 보기
- 슈퍼히어로물